# Bahnstrecke Mannheim-Käfertal–Heddesheim
| |                                                          |                                              |                                              |
| Streckennummer (DB): | 9403                                                     |                                              |                                              |
| Kursbuchstrecke (DB): | 669 (bis 1970: 300g; bis 1992: 568)                      |                                              |                                              |
| Kursbuchstrecke: | 318m (1946)                                              |                                              |                                              |
| Streckenlänge: | 6,5 km                                                   |                                              |                                              |
| Spurweite: | 1000 mm (Meterspur)                                      |                                              |                                              |
| Stromsystem: | 750 Volt =                                               |                                              |                                              |
| Minimaler Radius: | 23 m                                                     |                                              |                                              |
| Streckengeschwindigkeit: | 80 km/h                                                  |                                              |                                              |
| Zweigleisigkeit: | Im Rott – Vogelstang West Wallstadt West – Wallstadt Ost |                                              |                                              |
| |                                                          |                                              |                                              |
| \| \| \| von Mannheim 5 A 15 \| \| \| \| 0,00 \| Mannheim-Käfertal OEG \| Mannheim-Käfertal OEG \| \| \| \| nach Weinheim 5 \| \| \| \| \| Bundesstraße 38 \| \| \| \| 0,75 \| Im Rott \| Im Rott \| \| \| \| Im Rott \| \| \| \| 1,10 \| Vogelstang West Straßenbahn zur Vogelstang 7 \| Vogelstang West Straßenbahn zur Vogelstang 7 \| \| \| 2,20 \| Wallstadt West \| Wallstadt West \| \| \| 2,70 \| Wallstadt Bahnhof \| Wallstadt Bahnhof \| \| \| \| Wallstadt \| \| \| \| 3,00 \| Wallstadt Ost 15 \| Wallstadt Ost 15 \| \| \| \| Bundesautobahn 6 \| \| \| \| \| Wendeschleife Wallstadt \| \| \| \| 5,30 \| Dr. Müllersche Gutsverwaltung \| Dr. Müllersche Gutsverwaltung \| \| \| 6,50 \| Heddesheim Bahnhof (RNV) 5A \| Heddesheim Bahnhof (RNV) 5A \| |                                                          |                                              |                                              |
| Strecke |                                                          | von Mannheim 5 A 15                          | von Mannheim 5 A 15                          |
| Bahnhof | 0,00                                                     | Mannheim-Käfertal OEG                        | Mannheim-Käfertal OEG                        |
| Abzweig geradeaus und nach links |                                                          | nach Weinheim 5                              | nach Weinheim 5                              |
| Strecke mit Straßenbrücke |                                                          | Bundesstraße 38                              | Bundesstraße 38                              |
| Haltepunkt / Haltestelle | 0,75                                                     | Im Rott                                      | Im Rott                                      |
| Dienststation / Betriebs- oder Güterbahnhof |                                                          | Im Rott                                      | Im Rott                                      |
| Turmhaltepunkt mit U-Bahn-Strecke quer geradeaus unten | 1,10                                                     | Vogelstang West Straßenbahn zur Vogelstang 7 | Vogelstang West Straßenbahn zur Vogelstang 7 |
| Haltepunkt / Haltestelle | 2,20                                                     | Wallstadt West                               | Wallstadt West                               |
| Haltepunkt / Haltestelle | 2,70                                                     | Wallstadt Bahnhof                            | Wallstadt Bahnhof                            |
| Dienststation / Betriebs- oder Güterbahnhof |                                                          | Wallstadt                                    | Wallstadt                                    |
| Haltepunkt / Haltestelle | 3,00                                                     | Wallstadt Ost 15                             | Wallstadt Ost 15                             |
| Brücke |                                                          | Bundesautobahn 6                             | Bundesautobahn 6                             |
| |                                                          | Wendeschleife Wallstadt                      |                                              |
| ehemaliger Dienststation / Betriebs- oder Güterbahnhof | 5,30                                                     | Dr. Müllersche Gutsverwaltung                | Dr. Müllersche Gutsverwaltung                |
| Kopfbahnhof Streckenende | 6,50                                                     | Heddesheim Bahnhof (RNV) 5A                  | Heddesheim Bahnhof (RNV) 5A                  |

Die Bahnstrecke Mannheim-Käfertal–Heddesheim ist eine von der RNV, früher von der Oberrheinischen Eisenbahn-Gesellschaft AG (OEG), nach der Eisenbahn-Bau- und Betriebsordnung für Schmalspurbahnen (ESBO) betriebene, meterspurige Eisenbahnstrecke bei Mannheim. Die 6,5 Kilometer lange Schmalspurbahn befindet sich jedoch weiterhin im Eigentum der MVV Verkehr GmbH als Nachfolger der OEG. Die Strecke ist eine Nebenbahn, als Betriebsverfahren wird elektronisch signalisierter Zugleitbetrieb angewendet. Im Volksmund wurde sie früher Ententöter genannt.

## Geschichte
Als Zweig der 1887 eröffneten Strecke Mannheim–Weinheim wurde die Strecke am 1. Mai 1909 von der Süddeutschen Eisenbahn-Gesellschaft (SEG) eröffnet. Sie war bei den Wallstädter Bürgern jedoch zeitweise unbeliebt, da die im nahegelegenen Feudenheim endende Mannheimer Straßenbahn einen günstigeren Fahrpreis, eine dichtere Zugfolge und eine bessere Anbindung an die Mannheimer Innenstadt bot, sodass viele Bürger den Fußweg von Wallstadt nach Feudenheim in Kauf nahmen. Ursprünglich verkehrte nach Heddesheim eine von vier unabhängig voneinander betriebenen OEG-Linien, die keine Liniennummer hatte. Die Wagenhalle befand sich in Heddesheim.
Vom 26. März bis zum 18. Juni 1945 wurde der Betrieb kriegsbedingt eingestellt.
Seit 1. November 1946 wird die Nebenstrecke Mannheim-Käfertal–Heddesheim elektrisch betrieben. Die Elektrifizierung erfolgte mit Material von der stillgelegten Strecke Feudenheim–Mannheim. Nach der vollständigen Elektrifizierung des OEG-Streckendreiecks wurde die Linie nach Mannheim Hauptbahnhof verlängert und als Linie C bezeichnet.
Ab 2. Juni 1957 fuhren die Züge im Halbstundentakt, vormittags fuhren sie bis zum 29. September 1963 nicht nach Mannheim weiter.
Vom 1. Juli 1971 bis 30. Juni 1973 galt ein Sparfahrplan mit verschlechtertem Takt, die abendlichen Züge wurden hierbei durch Busse ersetzt. Ab dem 28. Mai 1978 fuhren die Züge sonntags nur noch bis Mannheim-Käfertal OEG, später galt dies an schulfreien Tagen auch für Züge zur Mittagszeit.
1979 wurde Streckenblock eingeführt. Die Strecke wurde daraufhin vom 1978 in Betrieb genommenen Siemens-Drucktasten-Relais-Stellwerk in Mannheim-Käfertal aus gesteuert.
Von Juli 1982 bis zum 21. Mai 1993 wurden auf der Strecke aus Bielefeld übernommene GT6 mit B4-Beiwagen eingesetzt.
Zum 23. Mai 1993 wurde erneut ein Halbstundentakt eingeführt. Die Höchstgeschwindigkeit wurde von 60 km/h auf 80 km/h erhöht.

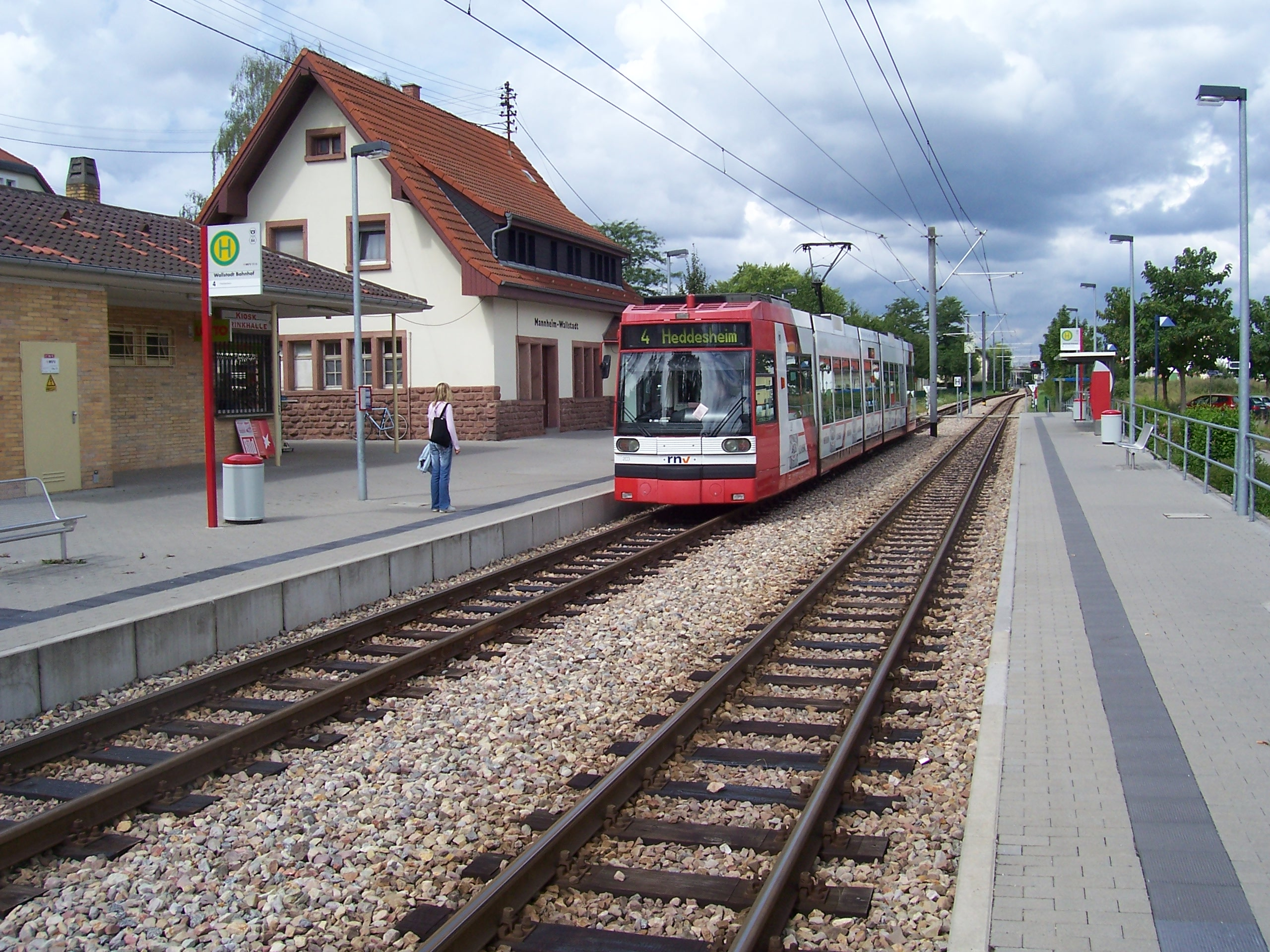
Wagen der Verkehrsbetriebe Ludwigshafen als Linie 4 im Bahnhof Wallstadt

1995 wurde das Konzept MVG 2000 umgesetzt, das auch für die OEG große Veränderungen brachte. Die Strecke nach Heddesheim wurde Teil einer Straßenbahnlinie der seinerzeitigen MVG (spätere MVV-V) und der Verkehrsbetriebe Ludwigshafen GmbH (VBL). Seitdem fuhr statt der OEG die Straßenbahnlinie 4 durchgehend von Heddesheim nach Ludwigshafen-Oggersheim und Bad Dürkheim.
Seit 9. September 2001 ist das zweite Gleis im Bahnhof Im Rott in Betrieb.

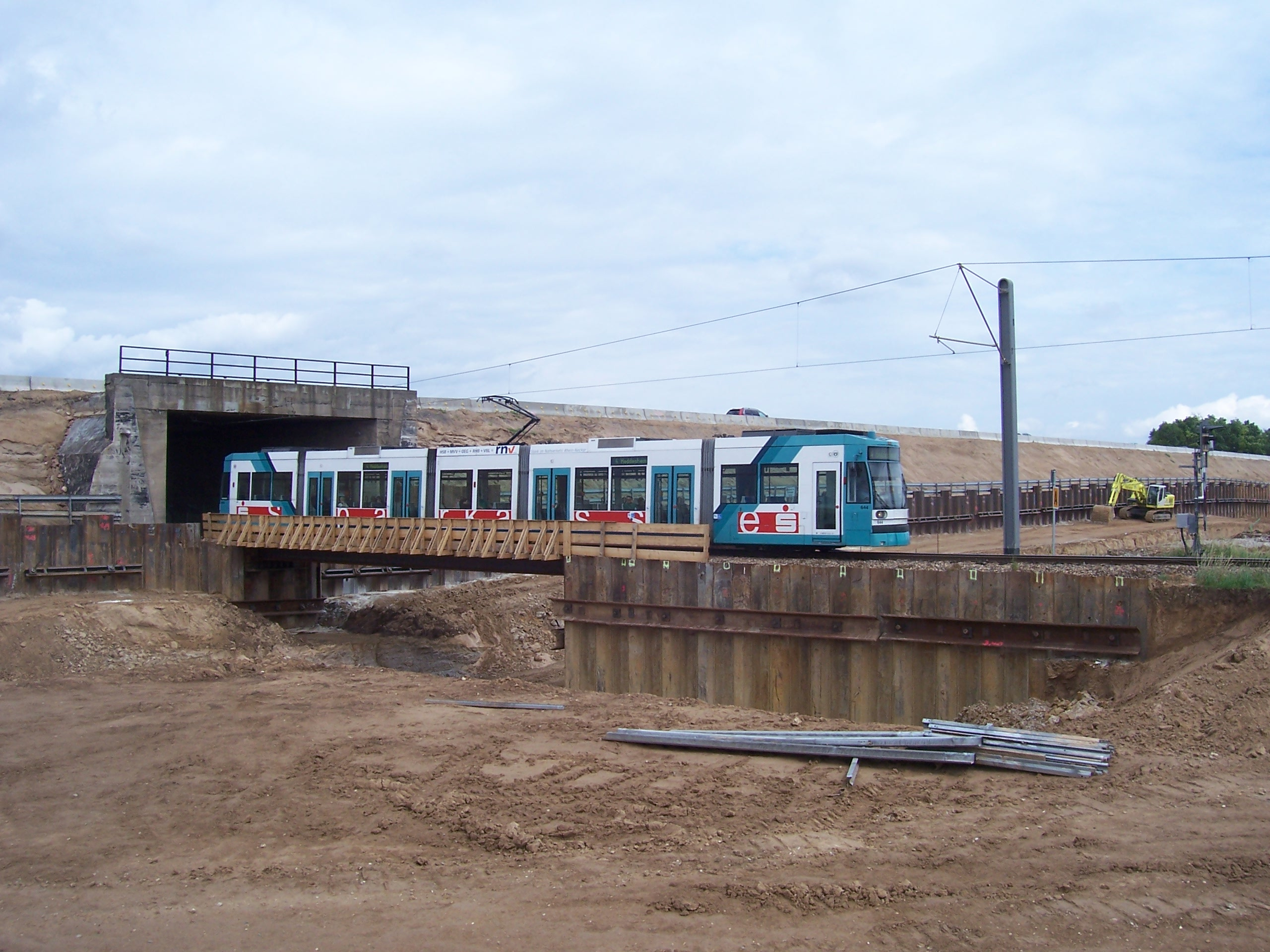
Baustelle der A6 bei Mannheim-Wallstadt: Der Zug überquert gerade eine Behelfsbrücke

Von November 2006 bis Dezember 2008 wurde im Rahmen der Sanierung der Bundesautobahn 6 deren Fahrbahn 10 Meter tiefer gelegt und mit Lärmschutzwänden ausgestattet. Die Strecke führt nun nicht mehr unter der Autobahn durch, sondern über diese hinweg. Während des Baus wurde eine Behelfsbrücke errichtet. Die neue Brücke wurde zweigleisig trassiert, wobei zunächst nur ein Gleis verlegt wurde.
Im Dezember 2008 wurde schließlich die RHB, die bisher in Mannheim-Innenstadt wendete, in die Linie 4 integriert. Die Durchbindung nach Bad Dürkheim wurde bereits zuvor im Abendverkehr praktiziert. Als Fahrzeuge kommen nun überwiegend GT6N und seltener RNV8ER zum Einsatz.
Wegen des gestiegenen Bedarfs durch das Neubaugebiet in Wallstadt war eine Verdichtung des Taktes von damals 20 Minuten auf einen Zehn-Minuten-Takt vorgesehen. Dies war wegen der eingleisigen Streckenführung nach Heddesheim noch nicht möglich. 2012 begann der Bau einer Wendeschleife östlich der 2008 errichteten Überführung über die A6. Das zweite Gleis über der A6 wurde eingebaut. Die Schleife wurde zum Fahrplanwechsel im Dezember 2012 in Betrieb genommen, wodurch in den Hauptverkehrszeiten zuvor in Mannheim-Käfertal endende Züge im 10-Minuten-Takt bis Wallstadt fahren konnten.

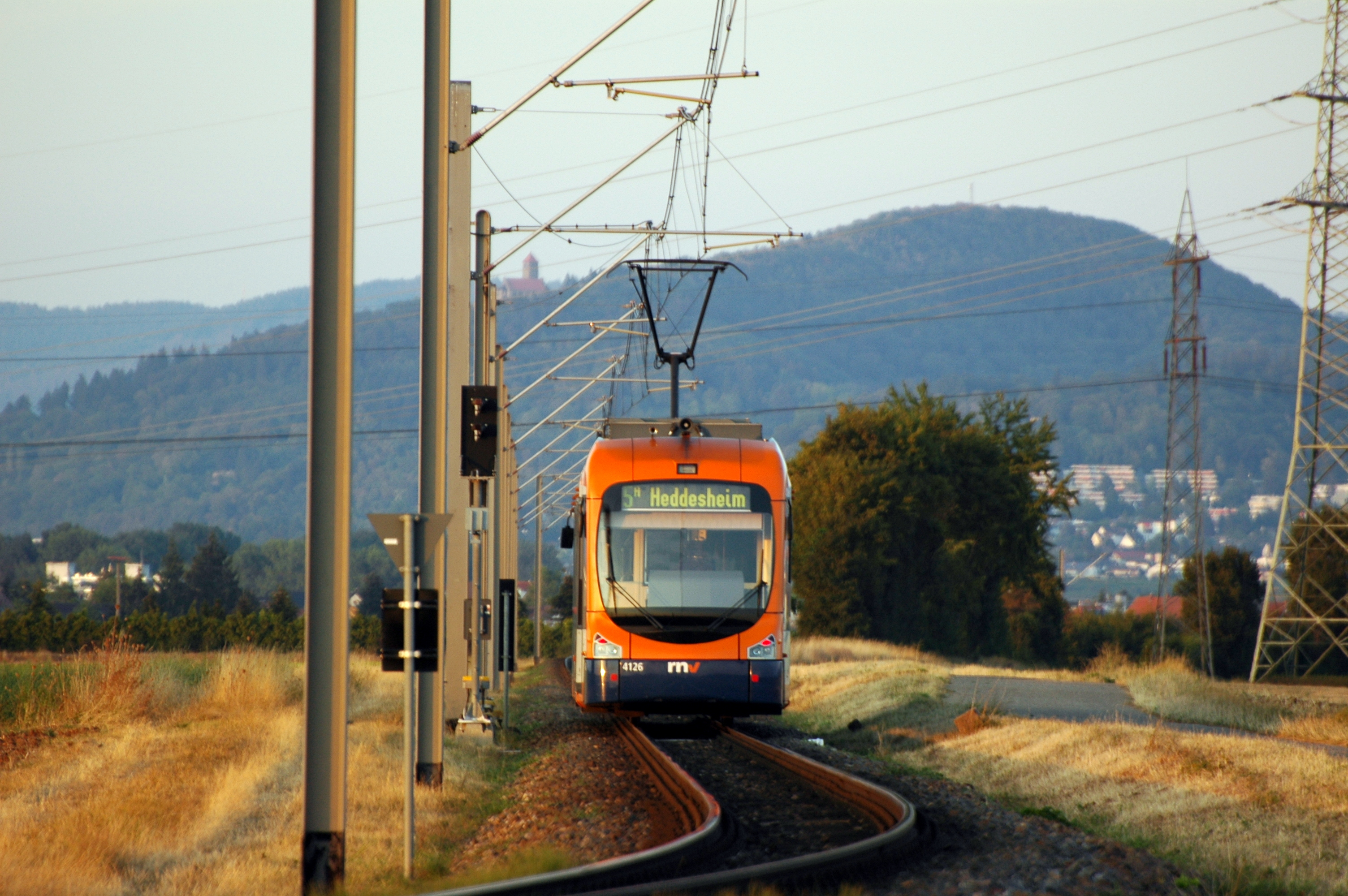
Die Strecke zwischen Wallstadt und Heddesheim

Seit Eröffnung der Straßenbahnstrecke in die Gartenstadt, dem neuen Ziel der Linie 4 von Bad Dürkheim aus, im Juni 2016 verkehrt auf der Strecke nicht mehr die Linie 4, sondern die Linie 5A (Heddesheim – Wallstadt – Käfertal – Rosengarten – Mannheim Hauptbahnhof (– Edingen)) und in den Hauptverkehrszeiten die Linie 15 (Wallstadt Ost – Schafweide – Mannheim Hauptbahnhof (übergehend auf Linie 5A)). In den Hauptverkehrszeiten, zu denen früher keine Züge der Linie 5 in Käfertal endeten, gehen die Züge der Linie 5A in der Innenstadt auf die Linie 5 nach Heidelberg über, ansonsten auf die Linie 15 zurück nach Wallstadt. Ursprünglich war auch eine Flügelung der Ringlinie in Käfertal geplant.
Zwischen 2010 und 2014 wurden die kompletten Signalanlagen und Stellwerkstechniken in zwei Stufen erneuert. Seit Frühjahr 2014 ist somit die gesamte Strecke mit dem Ks-Signalsystem ausgestattet.
Im Frühsommer 2022 wurde der Bahnübergang bei Wallstadt Ost umfassend umgebaut. Dieser verfügt nun über zwei zusätzliche Schranken für alle kreuzenden Geh- und Radwege. Die anderen Schranken wurden so versetzt, dass sie Gehweg und Fahrbahn gleichzeitig sichern.
Im Zuge des Umbaus des Bahnhofs Mannheim-Käfertal OEG soll die Strecke aus Wallstadt kreuzungsfrei in den Bahnhof geführt werden. Die Einfädelung mit der Strecke aus Richtung Viernheim soll nach dem Bahnhof geschehen. Die Strecke wird dann zweigleisig vom Bahnhof bis kurz vor die Brücke der Bundesstraße 38 geführt. Mit dem Neubau dieser Brücke zu einem späteren Zeitpunkt soll dann auch das fehlende Stück des zweiten Gleises eingebaut werden.

## Betriebsstellen
| vorher          | nachher         | wann |
| --------------- | --------------- | ---- |
| Vogelstang      | Vogelstang West |      |
| Donnersberg     | Am Ullrichsberg | 1989 |
| Am Ullrichsberg | Im Rott         | 1995 |

### Bahnhof Im Rott
Der Bahnhof Im Rott ist ein zweigleisiger Kreuzungsbahnhof. In ihm befinden sich die beiden Haltepunkte Im Rott und Vogelstang West.

### Bahnhof Wallstadt
Der Bahnhof Wallstadt besteht aus zwei langen Hauptgleisen, an denen die drei Haltepunkte Wallstadt West, Wallstadt Bahnhof und Wallstadt Ost liegen, und einem weiteren Hauptgleis als Wendeschleife. Die ca. 120 m lange Wendeschleife Wallstadt wurde im Rahmen des Fahrplanwechsels 2012/2013 eingeweiht.

### Anschlussstelle Dr. Müller’sche Gutsverwaltung
Zur Verladung von Zuckerrüben aus Straßenheim gab es bis 1971 im Gewann Ladenburger Weg die Anschlussstelle Dr. Müller’sche Gutsverwaltung (bis Mitte des 20. Jahrhunderts Frank’sche Gutsverwaltung, umgangssprachlich Zuckerrübenbahnhof), die aus einem beidseitig angebundenen 142 m langen Nebengleis mit einer Nutzlänge von 105 m nördlich des Streckengleises und einer Laderampe an diesem bestand. Die Laderampe ist als Ruine immer noch vorhanden.

### Bahnhof Heddesheim

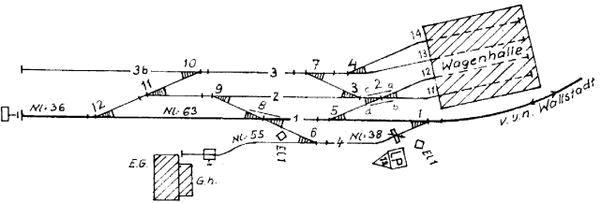
Gleisplan von 1961

Anfangs gab es in Heddesheim neben dem durchgehenden Hauptgleis ein weiteres Hauptgleis südlich und daneben ein Nebengleis. Von diesen dreien konnte die von Donges Stahlbau hergestellte, viergleisige Wagenhalle erreicht werden. Diese wurde am 1. Juni 1969 stillgelegt, daraufhin als Busabstellhalle genutzt und Ende 1991 abgerissen, nachdem sie zwischenzeitlich von einer anderen Firma als Lagerhalle genutzt worden war und lange leerstand. Ein weiteres Nebengleis war nördlich mit einer Gleiswaage und eine Laderampe an der Güterhalle neben dem Empfangsgebäude. Die zwölf Weichen und eine Gleissperre waren bis zur Einführung des Streckenblocks durch den Fahrdienstleiter ortsbedient.
Seit 10. Juni 1977 endet die Strecke im Bahnhof Heddesheim in einer Wendeschleife. Wegen zu geringen Abstands der Zwangsschiene konnte diese jedoch erst ab Anfang August befahren werden.